# Hermias d'Atarnée
Pour les articles homonymes, voir Hermias.
Hermias d'Atarnée (en grec ancien : Ἐρμίας ὀ Αταρνεύς) est un tyran d'Atarnée, cité grecque de Troade. Il est un ami d'Aristote et un allié de Philippe II.
Il est célèbre pour avoir résisté aux tortures infligées sur ordre du roi perse Artaxerxès III qui l'a fait enlever, et avoir subi en philosophe le supplice.

## Biographie
Homme d'origine modeste, Hermias a la condition d'eunuque. D'après Théopompe, il est employé comme changeur dans une banque. Strabon fait de lui un élève de l'Académie de Platon, et un philosophe, mais ce renseignement est erroné.
 Il prend possession de quelques villages dans le voisinage du Mont Ida (Troade), son autorité est reconnue par l'administration perse et, sans doute après le versement d'une somme d'argent, il est autorisé à prendre le titre de tyran en résidence à Atarnée, une cité de Troade située près d'Assos, cité qu'il fait puissamment fortifier.
Son influence politique s'accroît considérablement grâce à des expéditions militaires, jusqu'à obtenir la soumission des cités rebelles. Il peut même entretenir un important contingent de mercenaires et soutenir le siège d'un satrape perse. Cependant, l'État ainsi créé se trouve dans une position géopolitique délicate, entre le royaume de Macédoine et l'Empire perse, jaloux de sa souveraineté depuis l’époque  du prédécesseur d'Hermias, Eubule, qui a déjà eu à soutenir un siège d'Atarnée face au général perse Autophradatès, probablement en 359 av. J.-C.
Coriscos et Érastos, membres de l'Académie de Platon, se placent sous la protection d'Hermias, sur la recommandation de Platon : dans sa Sixième Lettre, le philosophe exhorte les trois hommes à relire ensemble sa missive chaque fois qu'ils se retrouveront ; la cité voisine de Scepsis tente vraisemblablement d’y introduire des réformes politiques proposées dans l’Académie ; en cas de désaccord, celle-ci se réserve un rôle d'arbitre. Avec un mélange d'intelligence, d'énergie et de volonté de pouvoir, Hermias s'adonne auprès d'Érastos et de Coriscos à l'étude de la géométrie et de la dialectique.
Le grammairien Didyme dit qu'Hermias, satisfait des conseils politiques de ses amis philosophes, leur fait cadeau d'Assos, et transforme sa tyrannie « en une forme de constitution plus douce », entraînant tous les territoires allant du mont Ida à la ville d’Assos à se ranger volontairement sous son autorité.
Platon meurt en 348/347 av. J.-C. ; après son exil d'Athènes, Aristote rejoint Hermias et ses amis à Assos en 347 av. J.-C., où se crée, pendant trois ans, une sorte de succursale de l'Académie, avec vraisemblablement la présence de Callisthène, Théophraste et Nélée de Scepsis. C'est durant ce séjour qu'Hermias donne sa nièce et fille adoptive Pythias en mariage à Aristote; Hermias conclut aussi un accord avec Philippe II en vue de garantir sa position politique en Asie Mineure. Ce traité, dont Démosthène connait l'existence grâce à ses agents secrets, est révélé aux Perses.
En 341, Hermias est fait prisonnier par Mentor de Rhodes pour le compte du roi perse. Emmené à Suse, il est soumis à la torture pour révéler les traités secrets contractés avec Philippe ; il garde stoïquement le silence, n'exprimant devant Artaxerxès III qu'un seul vœu : « Dis à mes amis et à mes compagnons que je n'ai rien fait qui fût indigne ou contraire à la philosophie. » Il est mis à mort sur la croix. Aristote, profondément bouleversé à la nouvelle du sort terrible réservé à son ami, rédige l'épigramme votive gravée sur un cénotaphe à Delphes, où il fit l'éloge de la vertu grecque, l’arété, « la plus belle récompense de la vie ». Callisthène, lui aussi, compose un éloge à la mémoire d'Hermias.